# Calcarogyndes calcar
Calcarogyndes calcar is een hooiwagen uit de familie Gonyleptidae. De wetenschappelijke naam van Calcarogyndes calcar gaat terug op Roewer.